# Michelangelo Torcigliani

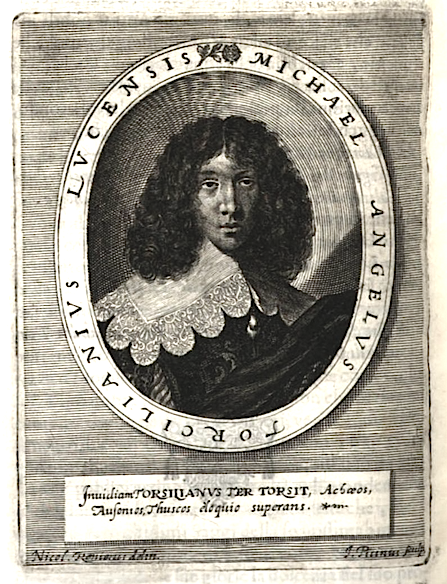
Michelangelo Torcigliani

Michelangelo Torcigliani (* 1618 in Lucca; † 25. November 1679 in Venedig)  war ein italienischer Barockdichter.

## Leben
Michelangelo Torcigliani studierte in Rom, wo er sich einer beträchtlichen literarischen Förderung erfreute, auch wenn sein Geschmack nicht ganz mit dem vorherrschenden Klassizismus übereinstimmte. Als es zu Konflikten zwischen der Lucchesischen Republik und dem Papsttum kam, zog er nach Venedig, wo der Konzettismus insgesamt empfänglicher war. Dort setzte er sich für Marino ein, freundete sich mit seinen venezianischen Anhängern Giovan Francesco Loredan und Giovanni Francesco Busenello an und ahmte insbesondere seine Idyllen und Epithalamien nach. Aber paradoxerweise wird er vor allem für den eigenwilligen Klassizismus geschätzt, den er in seiner italienischen Übersetzung der Gedichte von Anakreon an den Tag legte.
Torcigliani wird von Kritikern als Librettist von Monteverdis verlorener Oper Le nozze d’Enea con Lavinia (Die Hochzeit des Aeneas mit Lavinia) angesehen. Er ist Widmungsträger der Oper L’Ulisse errante (1644) von Giacomo Badoaro. Er war Mitglied des venezianischen Intellektuellenkreises, der Accademia degli Incogniti, und Freund und Korrespondent mehrerer der bedeutendsten italienischen Literaten seiner Zeit, darunter Agostino Mascardi, Angelico Aprosio, Francesco Pona, Giovan Francesco Loredan und Guido Casoni. Leonardo Quirini widmete ihm seine Gedichtsammlung I vezzi d’Erato.

## Werke
Nach seinem Tod erschienen Torciglianis Werke unter dem Titel Echo Cortese in Lucca, herausgegeben von den Marescandoli, in drei Teilen, dem ersten 1680, dem zweiten 1681 und dem dritten 1683. Seine Übersetzungen des Hoheliedes in italienische Verse (im zweiten Band), der Attis des Catull, einer Reihe von Anakreonteia und mehrerer griechischer Epigramme sind besonders lobenswert.